# العلاقات الجامايكية الزيمبابوية
العلاقات الجامايكية الزيمبابوية هي العلاقات الثنائية التي تجمع بين جامايكا وزيمبابوي.

## مقارنة بين البلدين
هذه مقارنة عامة ومرجعية للدولتين:
| وجه المقارنة                                              | جامايكا       | زيمبابوي |
| --------------------------------------------------------- | ------------- | --- |
| المساحة (كم2)                                             | 10.99 ألف     | 390.76 ألف |
| عدد السكان (نسمة)                                         | 2.95 مليون    | 16.53 مليون |
| الكثافة السكانية (ن./كم²)                                 | 268.43        | 42.3 |
| العاصمة                                                   | كينغستون      | هراري |
| اللغة الرسمية                                             | لغة إنجليزية  | لغة إنجليزية، اللغة الشونا، النديبيلية الشمالية ‏، لغة الشيشيوا، Barwe ‏، Kalanga language ‏، Tshwa language ‏، النداو ‏، اللغة التسونجا، لغة الإشارة الزيمبابوية ‏، اللغة السوتية، تونغا ‏، اللغة التسوانية، اللغة الفيندية، اللغة الكوسية |
| العملة                                                    | دولار جامايكي | دولار أمريكي |
| الناتج المحلي الإجمالي (بليون دولار)                      | 14.77 مليار   | 17.85 مليار |
| الناتج المحلي الإجمالي (تعادل القوة الشرائية) بليون دولار | 24.79 مليار   | 27.88 مليار |
| الناتج المحلي الإجمالي الاسمي للفرد دولار أمريكي          | 5.23 ألف      | 924 |
| الناتج المحلي الإجمالي للفرد دولار أمريكي                 | 8.88 ألف      | 1.79 ألف |
| مؤشر التنمية البشرية                                      | 0.719         | 0.509 |
| رمز المكالمات الدولي                                      | +1876         | +263 |
| رمز الإنترنت                                              | .jm           | .zw |
| المنطقة الزمنية                                           | 00            | ت ع م+02:00 |

## منظمات دولية مشتركة
يشترك البلدان في عضوية مجموعة من المنظمات الدولية، منها:
| علم المنظمة | اسم المنظمة                                                | تاريخ انضمام جامايكا | تاريخ انضمام زيمبابوي |
| ----------- | ---------------------------------------------------------- | -------------------- | --------------------- |
|             | مجموعة دول أفريقيا والكاريبي والمحيط الهادئ                | ?                    | ?                     |
|             | الأمم المتحدة                                              | 18 سبتمبر 1962       | 25 أغسطس 1980         |
|             | منظمة التجارة العالمية                                     | ?                    | ?                     |
|             | العملية المشتركة للاتحاد الأفريقي والأمم المتحدة في دارفور | ?                    | ?                     |
|             | منظمة الشرطة الجنائية الدولية                              | ?                    | ?                     |
|             | المركز الدولي لتسوية المنازعات الاستشارية                  | 14 أكتوبر 1966       | 19 يونيو 1994         |
|             | الاتحاد الدولي للاتصالات                                   | 18 فبراير 1963       | 10 فبراير 1981        |
|             | البنك الدولي للإنشاء والتعمير                              | 21 فبراير 1963       | 29 سبتمبر 1980        |
|             | الاتحاد البريدي العالمي                                    | ?                    | ?                     |
|             | منظمة حظر الأسلحة الكيميائية                               | ?                    | ?                     |
|             | مؤسسة التمويل الدولية                                      | 31 مارس 1964         | 29 سبتمبر 1980        |
|             | وكالة ضمان الاستثمار متعدد الأطراف                         | 12 أبريل 1988        | 10 أبريل 1992         |
|             | يونسكو                                                     | 7 نوفمبر 1962        | 22 سبتمبر 1980        |

## وصلات خارجية
- موقع وزارة الخارجية الجامايكية
- موقع وزارة الخارجية الزيمبابوية